# Canada 3000
Canada 3000 Airlines (kurz: Canada 3000) war eine kanadische Fluggesellschaft, die in erster Linie Charterflüge anbot.

## Geschichte
1988 gründete die britische Air 2000 unter selben Namen in Toronto eine Tochtergesellschaft, der jedoch aufgrund massiver Einwände kanadischer Konkurrenten das AOC unmittelbar vor Aufnahme des Flugbetriebs entzogen wurde. Daraufhin übernahmen einheimische Investoren das Unternehmen ganz und nannten es in Canada 3000 um. Somit konnte ein Jahr später der Flugbetrieb mit zunächst geleasten Boeing B757-200 aufgenommen werden.
In den folgenden Jahren etablierte sich Canada 3000 als Charterfluggesellschaft im nordamerikanischen Urlaubsverkehr und baute die Flotte sukzessive aus. Dabei wurde 1993 ein erster Airbus A320-200 übernommen, drei Jahre später ein zweites Exemplar.
Zur Sommersaison 1997 stieg Canada 3000 ins Langstreckengeschäft ein, nahm einen ersten Airbus A330-200 in die Flotte auf und richtete erste Verbindungen u. a. nach Amsterdam und Düsseldorf ein. Zielflughäfen in Kanada waren neben Toronto, auch Calgary, Edmonton, Halifax und Vancouver.
Nach der Fusion von Air Canada und Canadian Airlines International im Januar 2001 sowie der wachsenden Konkurrenz u. a. durch Air Transat, geriet Canada 3000 unter Druck, übernahm daraufhin den Konkurrenten Royal Aviation und trat, zunächst erfolgreich, im nationalen Linienverkehr verstärkt als Billigfluggesellschaft auf.
Infolge der Terroranschläge vom 11. September 2001 nahm der Umsatz rapide ab – am 8. November 2001 wurde ohne erkennbares Vorzeichen der Flugbetrieb aufgrund von Zahlungsunfähigkeit eingestellt.

## Flugziele
Canada 3000 flog zu Beginn zu den klassischen Urlaubsregionen in Nord- und Mittelamerika und weitete das Streckenportfolio später bis nach Europa und Australien aus. Darüber hinaus wurden, nach Übernahme entsprechender Linienrechte, auch nationale Verbindungen aufgenommen.

## Flotte
| Modell   | Anzahl | Sitzplätze | Anmerkung        |
| -------- | ------ | ---------- | ---------------- |
| A310-300 | 4      | 255        |                  |
| A319-100 | 1      |            |                  |
| A320-200 | 13     | 174        |                  |
| A330-200 | 4      | 340        | geleast von ILFC |
| A340-300 | 1      |            |                  |
| B737-200 | 18     | 119        |                  |
| B757-200 | 46     | 222        |                  |

(Stand: November 2001)